# Stoßtrupp-Hitler
Stoßtrupp-Hitler ou Stosstrupp-Hitler ("Tropa de Choque Hitler") foi uma pequena unidade de guarda-costas de curta duração criada especificamente para Adolf Hitler em 1923.  Membros notáveis incluíram Rudolf Hess, Julius Schreck, Joseph Berchtold, Emil Maurice, Erhard Heiden, Ulrich Graf e Bruno Gesche.

## Formação
Nos primeiros dias do Partido Nazista, a liderança percebeu que era necessária uma unidade de guarda-costas composta por homens zelosos e confiáveis. Ernst Röhm formou uma formação de guarda a partir do dia 19. Granatwerfer-Kompanie; desta formação o Sturmabteilung (SA) logo evoluiu. No início de 1923, Hitler ordenou a formação de uma pequena unidade separada de guarda-costas. Foi dedicado ao seu serviço e não a "uma massa suspeita" do partido, como a SA.  Originalmente, a unidade era composta por apenas oito homens, comandados por Julius Schreck e Joseph Berchtold.  Foi designado Stabswache (guarda de estado-maior).  Os Stabswache receberam distintivos exclusivos, mas neste ponto o Stabswache ainda estava sob o controle geral da SA. Schreck ressuscitou o uso do Totenkopf (ou seja, caveira) como insígnia da unidade, um símbolo que várias forças de elite usaram em todo o reino prussiano e no posterior Império Alemão. 

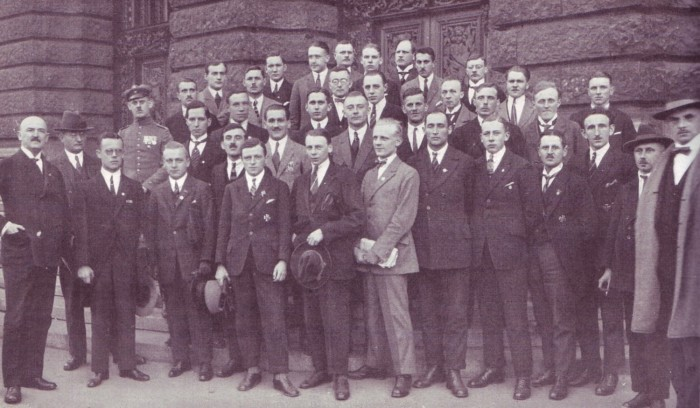
Os réus no julgamento contra 40 membros do "Stoßtrupp Adolf Hitler".

Em maio de 1923, a unidade foi renomeada como Stoßtrupp–Hitler.  A unidade não contava com mais de 20 membros naquela época.  Todos eram considerados leais a Hitler.  De acordo com o Léxico Histórico da Baviera, a unidade posteriormente contou com cerca de 100 membros.  Em 9 de novembro de 1923, o Stoßtrupp, juntamente com as SA e várias outras unidades paramilitares nazistas, participaram do abortado Putsch da Cervejaria em Munique. Na sequência, Hitler foi preso e seu partido e todas as formações associadas, incluindo o Stoßtrupp, foram dissolvidos. 

## Membros notáveis
- Rudolf Hess [10]
- Julius Schreck [10]
- Joseph Berchtold [10]
- Emil Maurice [10]
- Erhard Heiden [10]
- Ulrich Gräf [10]
- Bruno Gesche [10]
- Christian Weber [10]
- Karl Fiehler [10]
- Walter Buch [10]
- Hermann Fobke [10]
- Karl Laforce [11]
- Wilhelm Laforce [12]
- Josef Gerum [13]
- Hans Kallenbach [14]
- Philipp  Kitzinger [15]
- Alois Rosenwink [16]